# František Erben
František Erben (ur. 27 listopada 1874 w Pradze; zm. 9 czerwca 1942 tamże) – gimnastyk reprezentujący Czechy (wtedy wchodzące w skład Austro-Węgier jako jeden z krajów koronnych), wielokrotny medalista mistrzostw świata, uczestnik letnich igrzysk olimpijskich w Paryżu.
Po raz pierwszy z mistrzostwach świata wziął udział w 1907 roku, gdzie zdobył 5 medali (3 złote w zawodach drużynowych, ćwiczeniach na drążku oraz ćwiczeniach na koniu z łękami oraz 2 brązowe w wieloboju indywidualnym oraz ćwiczeniach na poręczah). Na następnych mistrzostwach również zdobywał medale - mistrzostwo Turyn 1911) oraz wicemistrzostwo (Luksemburg 1909) w zawodach drużynowych.
František Erben wziął również udział w konkurencji wieloboju indywidualnego na Letnich Igrzyskach Olimpijskich 1900 w Paryżu, gdzie zajął 32. pozycję.